# Lotus maritimus

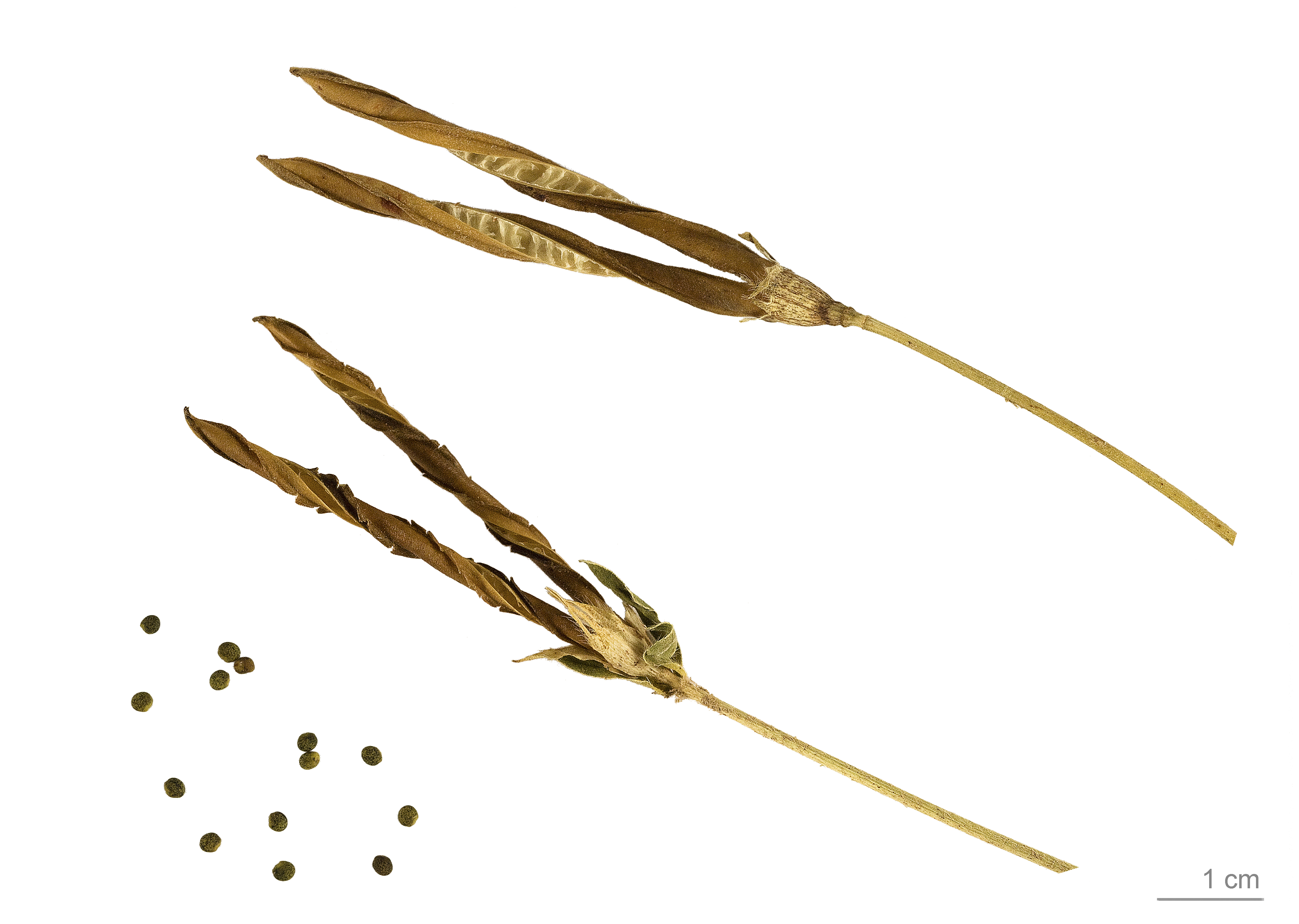
Tetragonolobus maritimus

Lotus maritimus, syn. Tetragonolobus maritimus là một loài thực vật trong chi Lotus.

## Hình ảnh

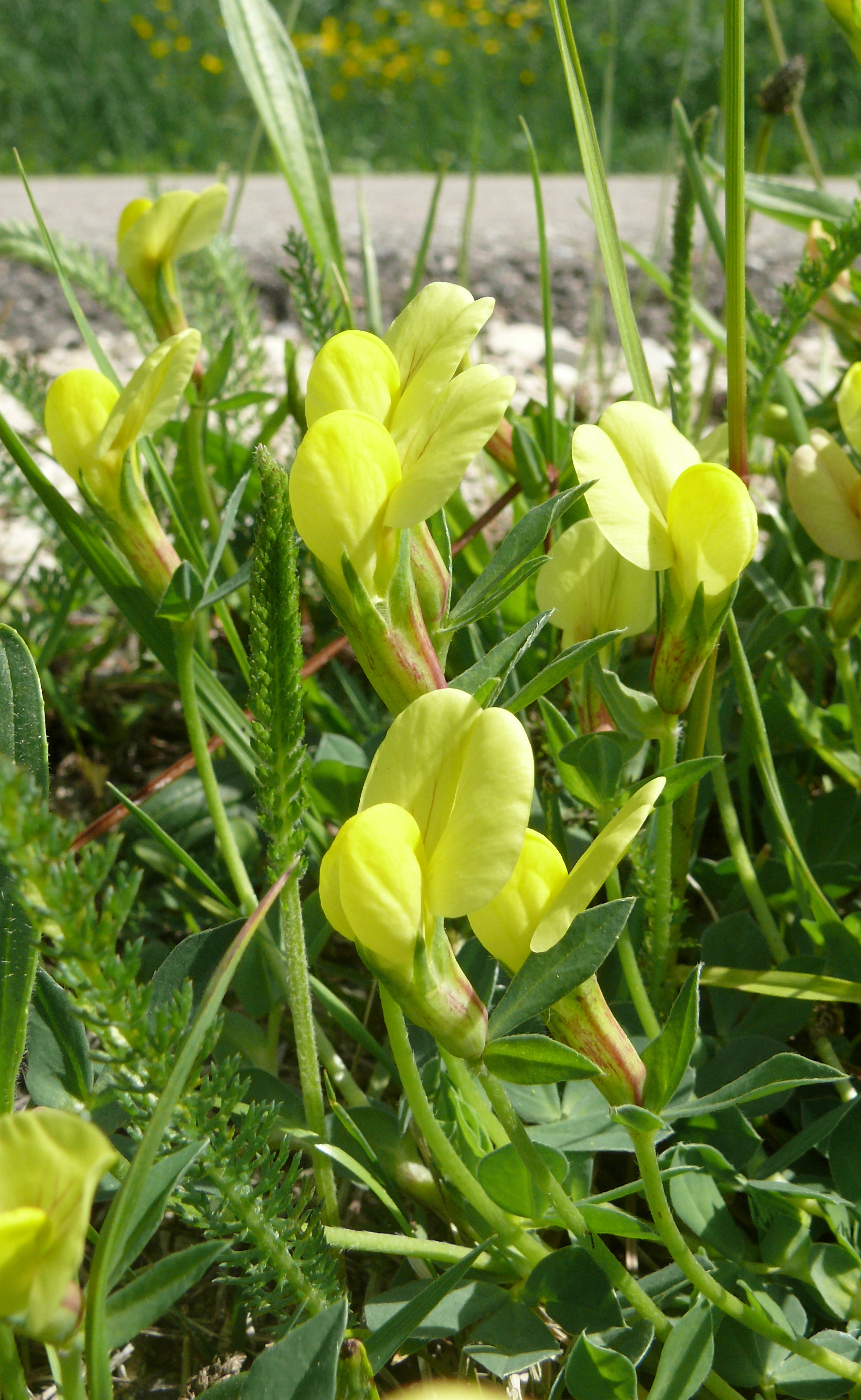
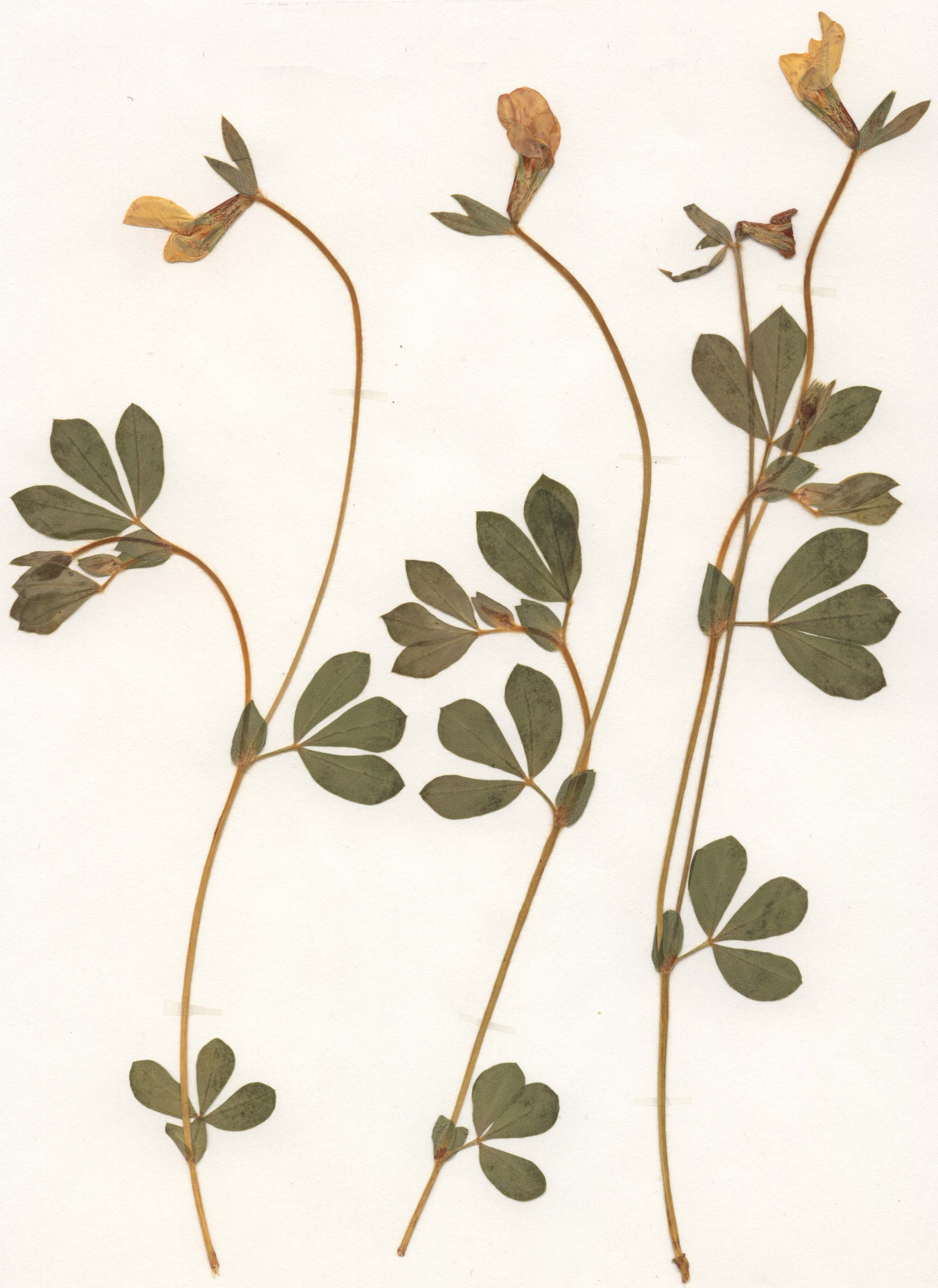
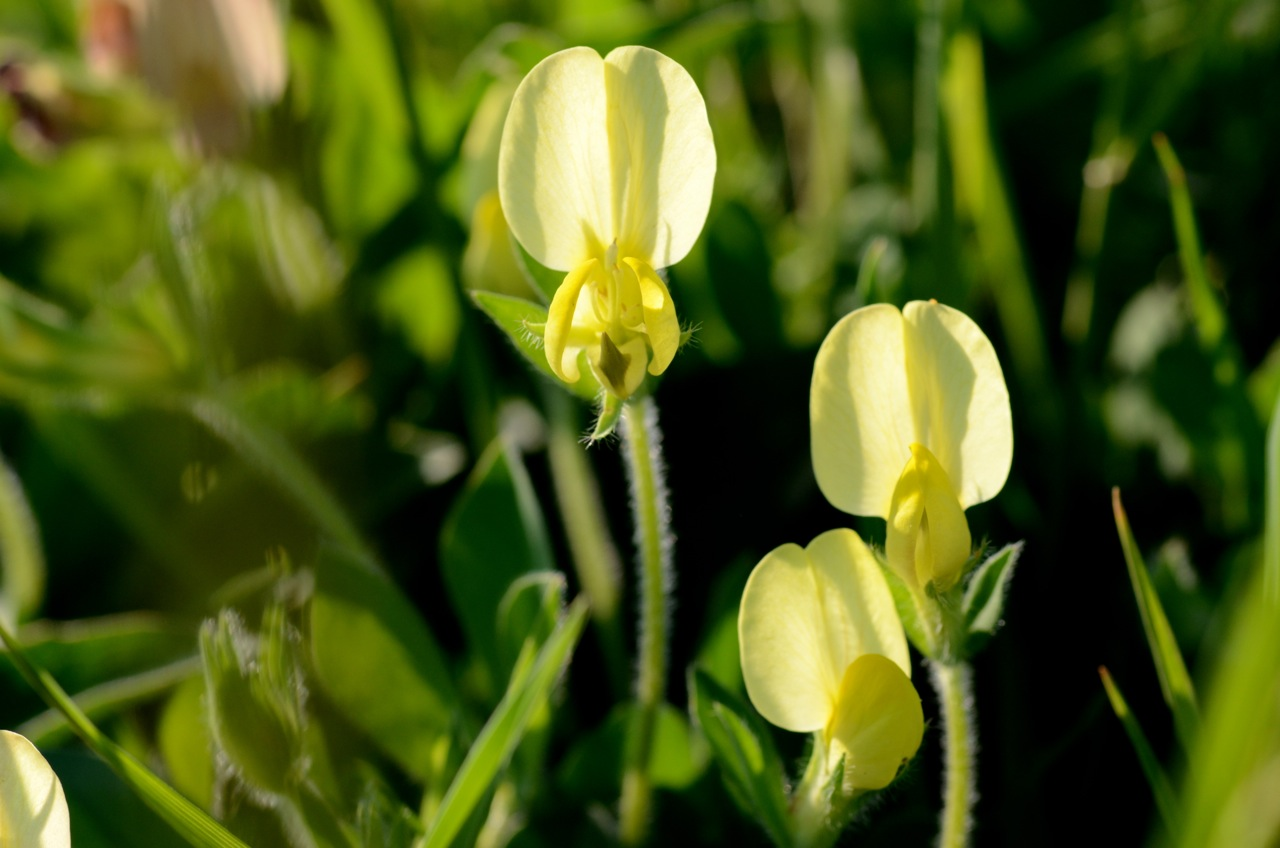
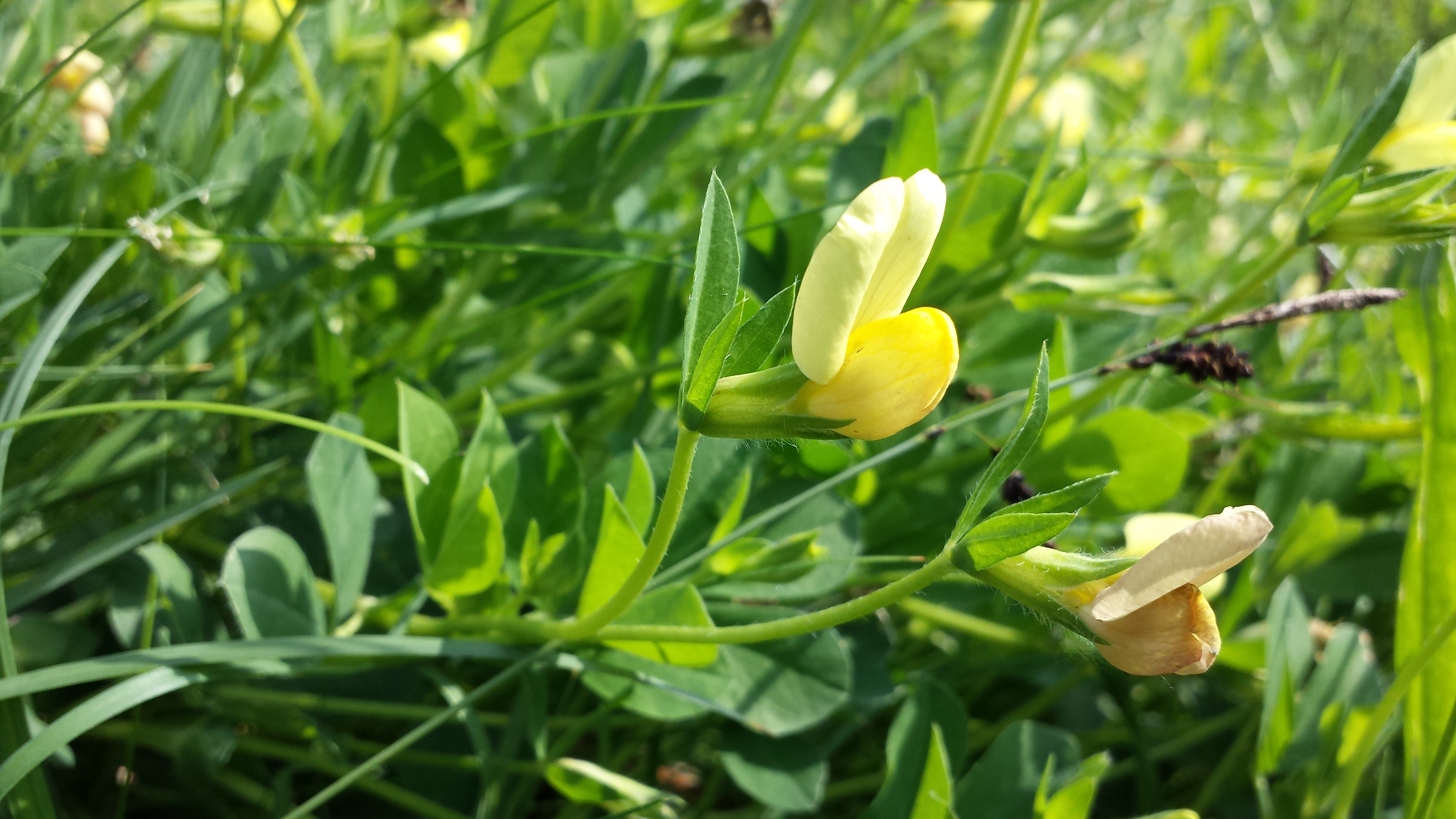